# Водороден атом
Водородният атом е атом на химичния елемент водород. Електрически неутралният атом е съставен от един положително зареден протон и един отрицателно зареден електрон, свързани помежду си от кулоновата сила. Атомният водород образува около 75% от масата на елементите във Вселената. На Земята несвързани водородни атоми се срещат изключително рядко, като почти всичкият водород е под формата на химични съединения или на двуатомен водороден газ (H2).